# Olympia Snowe
Olympia Jean Snowe (EUA, 21 de febrer de 1947) és una empresària i política estatunidenca que va ser senadora dels Estats Units per Maine des de 1995 fins a 2013. Snowe, membre del Partit Republicà, es va fer coneguda per la seva capacitat per influir en el resultat de vots tancats, inclòs si s'ha d'acabar amb els filibusters. El 2006, va ser nomenada una de les Millors Senadors d'Amèrica per la revista Time. Al llarg de la seva carrera al Senat, va ser considerada una de les membres més moderades de la cambra. El 28 de febrer de 2012, Snowe va anunciar que no buscaria la reelecció al novembre de 2012 i es va retirar quan va acabar el seu tercer mandat el 3 de gener de 2013. Va citar l'hiperpartidisme que va conduir a un Congrés disfuncional com a motiu de la seva retirada del Senat. El seu seient va anar a parar a l'antic governador Angus King, antic demòcrata i posteriorment independent.
Snowe fou membre sènior del Bipartisan Policy Center i copresideix la seva Comissió de Reforma Política.
Durant diversos anys, fou inclosa a la Llista de les 100 dones més poderoses del món segons Forbes